# Honti László
Honti László (Lengyeltóti, 1943. augusztus 27. –) Széchenyi-díjas magyar nyelvész, finnugrista, egyetemi tanár, a Magyar Tudományos Akadémia külső, majd 2004-től levelező, 2010-től rendes tagja. Kutatási területe az uráli összehasonlító nyelvészet.

## Életpályája
1961-ben érettségizett a keszthelyi Vajda János Gimnáziumban, majd 1963-ig betanított gépmunkás volt a Villamosforgó Gépgyárban. Ekkor iratkozott be az Eötvös Loránd Tudományegyetem Bölcsészettudományi Kar magyar–orosz szakára. 1965-ben felvette a finnugor szakot is. 1969-ben szerzett diplomát magyar–orosz–finnugor szakon. Eközben 1966–1967-ben ösztöndíjasként Finnországban, a Turkui és Helsiniki Egyetemen tanult. 1970-ben védte meg A tavdai vogul nyelvjárás paradigmatikus morfémái című egyetemi doktori disszertációját az Eötvös Loránd Tudományegyetemen.
Diplomájának megszerzése után az MTA Nyelvtudományi Intézet Finnugor Osztályának tudományos segédmunkatársa lett. 1972-től az osztály tudományos munkatársa, 1976-tól tudományos főmunkatársa volt. 1976-ban védte meg a nyelvtudományok kandidátusi, 1989-ben akadémiai doktori értekezését. 1980-ban az Uráli Nyelvek Osztályának vezetőjévé nevezték ki, az osztályt 1988-ig vezette. 1989-ben tudományos tanácsadói megbízást kapott. 1988-ban a hollandiai Groningeni Állami Egyetem finnugor tanszékén kapott egyetemi tanári és tanszékvezetői megbízást. 1993 és 1994 között a Bécsi Egyetem vendégelőadója volt. 1997-ben az Udinei Egyetem általános nyelvészeti és klasszika-filológiai tanszékének egyetemi tanára lett. 2008 és 2010 között egyetemi tanár, illetve tanszékvezető volt a Károli Gáspár Református Egyetem Magyar Nyelvtudományi Tanszékén; jelenleg ugyanitt professor emeritus.

## Munkássága
Fő kutatási területe az uráli (finnugor) összehasonlító nyelvészet, illetve a magyar nyelvészet (etimológia, hangtörténet, morfoszintaxis), különösen az obi-ugor nyelvek története, hangtörténetük; az uráli nyelvcsalád morfológiai és szintaktikai vonásai, illetve nyelvi érintkezései.
Több publikációt írt az uráli számnevek problémáival kapcsolatban. Foglalkozik az esetragok kialakulásával, a birtoklás kifejezésével, a szám- és személyjelölés, az igeragozás, a tagadás, az igekötők kialakulásának kérdéseivel is. Művei magyar, angol, német, olasz nyelven jelennek meg. Több mint négyszáz tudományos publikáció szerzője vagy társszerzője.

## Díjai, elismerései
- Gombocz Zoltán-emlékérem (1977,  Magyar Nyelvtudományi Társaság)
- Kritikai nívódíj (1977, 1982, Akadémiai Kiadó)
- Akadémiai Díj (1993, Magyar Tudományos Akadémia, megosztva)
- Munkácsi Bernát-díj (2006, Magyar Tudományos Akadémia)
- Széchenyi-díj (2014, Magyarország kormánya)

## Szervezeti tagságai
Az MTA Nyelvtudományi Bizottságának tagja, ennek 1981 és 1985 között titkára volt. 1981 és 1990 között az MTA Uralisztikai Komplex Bizottságának volt tagja. 1998-ban a Magyar Tudományos Akadémia külső, 2004-ben levelező, majd 2010-ben rendes tagjává választották. 1980 és 2002 között a finnországi Finnugor Társaság külsős tagja, ezt követően tiszteleti taggá fogadták. Számos más magyarországi és nemzetközi tudományos társaságban is tevékenykedik: 1986-tól a Magyar Nyelvtudományi Társaság választmányi tagja, 2003-tól alelnöke. Emellett 1971-től a Kőrösi Csoma Társaság, 1975-től a Nemzetközi Magyar Filológiai Társaság, 1980-tól a német Societas Uralo-Altaica tagja, majd elnöke, 1995-től a nemzetközi finnugor kongresszusok nemzetközi és magyar nemzeti bizottsága, 1996-tól a Nyelvtipológiai Szövetség, 1999-től az olaszországi Finnugor Filológiai Bizottság tagja. Tagja továbbá a Nemzetközi Magyarságtudományi Társaságnak és a Reguly Társaságnak.

## Szerkesztőbizottsági tagságai
A Nyelvtudományi Közlemények című tudományos folyóiratnak 1976 és 1986 között technikai szerkesztője, 1990-ig felelős szerkesztője, 1998 és 2016 között főszerkesztője volt. 1993-tól az Officina Hungarica, 2004-től a Magyar Nyelv szerkesztőbizottságának tagja.

## Főbb művei
- System der paradigmatischen Suffixmorpheme des wogulischen Dialektes an der Tawda. Budapest: Akadémiai Kiadó. 1975
- Geschichte des obugrischen Vokalismus der ersten Silbe. Budapest: Akadémiai Kiadó. 1982
- Chrestomathia Ostiacica. Budapest: Tankönyvkiadó. 1984, 1986
- Die Grundzahlwörter der urarischen Sprache. Budapest: Akadémiai Kiadó. 1993
- Numerusprobleme (Ein Erkundungszug durch den Dschungel der uralischen Numeri). Finnisch-Ugrische Forschungen 54. (1997)
- Die Negation im Uralischen I–III. Linguistica Uralica 33 (1997)
- Az obi-ugor konszonantizmus története. Szeged: József Attila Tudományegyetem Finnugor Tanszék. 1999
- Hol és milyen uráli finnugor „ősnyelvet” beszéltek távoli eleink? (Hipotézisek és téveszmék az uráli nyelvtudományban). Magyar Nyelvjárások 39 (2001): 13‒32.
- Research on the Prehistory of the Hungarian Language. Nyelvtudományi Közlemények 18 (2005). 157‒169.
- A nyelvrokonságról. Az török, sumer és egyéb áfium ellen való orvosság; főszerk. Honti László, szerk. Csúcs Sándor, Keresztes László. Budapest: Tinta Könyvkiadó. 2010
- Anyanyelvünk atyafiságáról és a nyelvrokonság ismérveiről. Tények és vágyak. Budapest: Tinta Könyvkiadó. 2012
- Magyar nyelvtörténeti tanulmányok. (Károli könyvek. Monográfia.) Szerk. Fóris Ágota. Budapest: KRE – L'Harmattan. 2013
- Personae ingratissimae? A 2. személyek jelölése az uráliban. Budapest: Magyar Tudományos Akadémia. 2014
- Uráli birtokos szerkezetek; MTA, Bp., 2014 (Székfoglalók a Magyar Tudományos Akadémián)
- A magyar és a nyugati ótörök szókészlet kapcsolatairól. Budapest: Tinta Könyvkiadó. 2017
- Az ősi uráli tárgyragok története és vesszőfutása: Accusatum et expulsum. Budapest: Tinta Könyvkiadó. 2022
- Magyar nyelvtörténeti írások. Budapest: Tinta Könyvkiadó. 2024